# 通巴赫河
47°31′09″N 8°56′06″E / 47.51925°N 8.93497°E

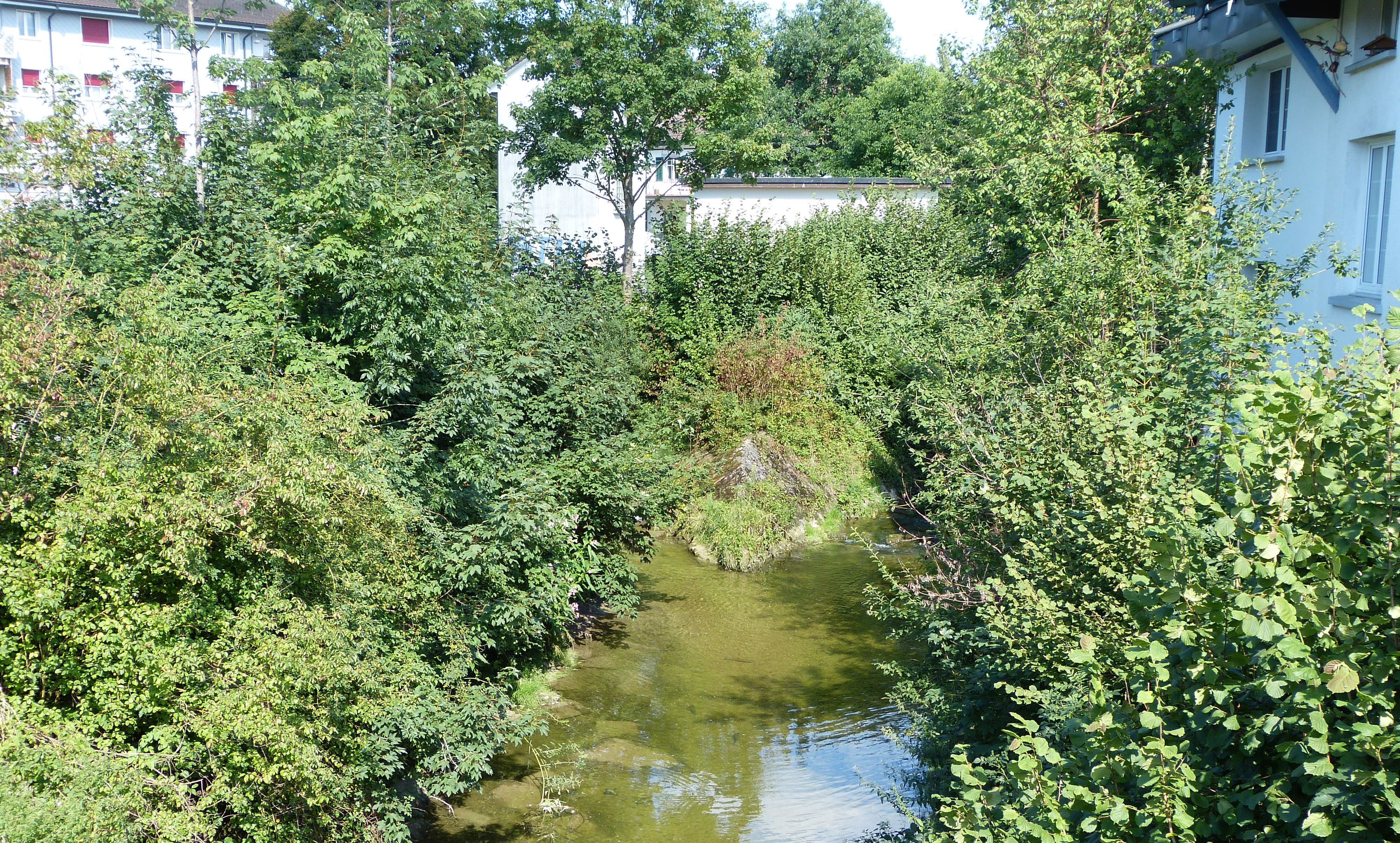

通巴赫河是瑞士的河流，位於該國東北部，流經圖爾高州，屬於勞赫河的右支流，河道全長9.2公里，流域面積14平方公里，河口處在馬青根。